# Bronislav
Bronislav je mužské jméno slovanského původu, jeho význam je obvykle uváděn jako „bojující za slávu, chranící (branící) slávu“ nebo „slavný bojovník, slavný v boji“. Další variantou jména je Branislav. Ženským ekvivalentem jména je Bronislava a Branislava.
V českém občanském kalendáři má svátek 3. září.
V Polsku má Bronisław svátek 30. ledna, 18. srpna, 1. září, 3. září a 6. října

## Statistické údaje
Následující tabulka uvádí četnost jména v ČR a pořadí mezi mužskými jmény ve srovnání dvou roků, pro které jsou dostupné údaje MV ČR – lze z ní tedy vysledovat trend v užívání tohoto jména:
| Rok       | Četnost   | Pořadí   |
| 1999      | 4222      | 91.      |
| 2002      | 4176      | 90.      |
| Porovnání | o 46 méně | o 1 lépe |
| 2006      | 4119      | 96.      |
| 2013      | 3924      | 236.     |

Změna procentního zastoupení tohoto jména mezi žijícími muži v ČR (tj. procentní změna se započítáním celkového úbytku mužů v ČR za sledované tři roky 1999-2002) je -0,4%.

## Zdrobněliny
Broněk, Braněk, Broňa, Braňo, Broník, Slávek, Slavo, Branko,

## Bronislav v jiných jazycích
- Bělorusky: Браніслаў (Branislaŭ)
- Chorvatsky: Branislav
- Italsky: Bronislao
- Latinsky: Bronislaus
- Litevsky: Bronislovas, zdrobněle Bronius
- Německy: Bronislaw
- Makedonsky: Бранислав (Branislav)
- Polsky: Bronisław
- Rusky: Бронислав (Bronislav)
- Slovensky: Bronislav, Branislav
- Slovinsky: Branislav
- Srbocharvátsky: Branislav, Branisav
- Srbsky: Бранислав (Branislav)
- Ukrajinsky: Броніслав (Bronislav)

## Známí nositelé jména
- Bronislav Blaha (* 1962), český fotbalista
- Broněk Černý (* 1961), český herec
- Bronislav Červenka (* 1975), český fotbalista
- Bronislav Danda (1930–2015), československý hokejista a olympionik
- Bronisław Duch (1896–1980), polský generál
- Bronisław Geremek (1932–2008), polský politik a historik
- Bronislaw Kaminskij (1899–1944), velitel RONA, bojující proti SSSR na straně nacistických ozbrojených sil
- Bronisław Komorowski (* 1952), polský politik, od srpna 2010 polský prezident
- Bronislav Kotiš (* 1972), český herec a zpěvák
- Bronislav Križan (* 1941), slovenský herec
- Bronislav Křikava (* 1972), český fotbalista, trenér
- Bronisław Kwiatkowski (1950–2010), polský náčelník operačního velení Polské armády
- Bronisław Malinowski (1884–1942), polský a britský antropolog, sociolog a etnograf
- Bronisław Malinowski (1951–1981), polský atlet, olympijský vítěz
- Bronisław Markiewicz (1842–1912), polský presbyter, v roce 2005 blahořečen papežem Benediktem XVI.
- Bronislau „Bronko“ Nagurski – (1908–1990), kanadsko-americký hráč amerického fotbalu
- Bronislav Ostřanský (* 1972), český orientalista
- Bronislav Podlaha (* 1975), antropolog
- Bronislav Poloczek (1939–2012), český herec
- Bronislav Schwarz (* 1966), český politik, poslanec